# Pyractonema punctiventris
Pyractonema punctiventris là một loài bọ cánh cứng trong họ Đom đóm (Lampyridae). Loài này được LeConte miêu tả khoa học năm 1878.